# Margarete Heymann
Margarete Heymann-Loebenstein (Colònia, 10 d'agost de 1899 – Londres, 11 de novembre de 1990) també coneguda com a Margarete Heymann-Löbenstein, Margarete Heymann-Marks, i Grete Marks, era un artista ceramista alemanya d'origen jueu i una alumna de l'Escola de la Bauhaus. El 1923 va fundar els tallers Haël -o Haël Workshops- per a ceràmica artística a Marwitz, que va haver de tancar el 1933, i tot seguit es va instal·lar a Jerusalem. Es va traslladar a Gran Bretanya el 1936, on va continuar la seva tasca, arribant a ser mundialment coneguda com a "Terrisseria Greta". La seva obra més fina es considera que va ser del seu període de treball a Alemanya.

## Formació
Heymann va néixer el 1899. Va estudiar a l'Escola d'Arts Aplicades de Colònia i a l'Acadèmia de Belles Arts de Dusseldorf abans d'entrar a l'Escola d'Arts Bauhaus de Weimar el novembre de 1920, on va ser admesa per un semestre de prova al taller de ceràmica dirigit per Gerhard Marcks. També va assistir a cursos de Paul Klee, Georg Muche i Gertrud Grunow. Un any després d'ingressar-hi, va abandonar bruscament els estudis a la Bauhaus, per causes poc clares. Sembla que l'admissió definitiva no s'acabava de produir, malgrat reconèixer-li el talent, potser perquè no estava del tot previst que les dones estudiessin ceràmica.

## Activitat professional

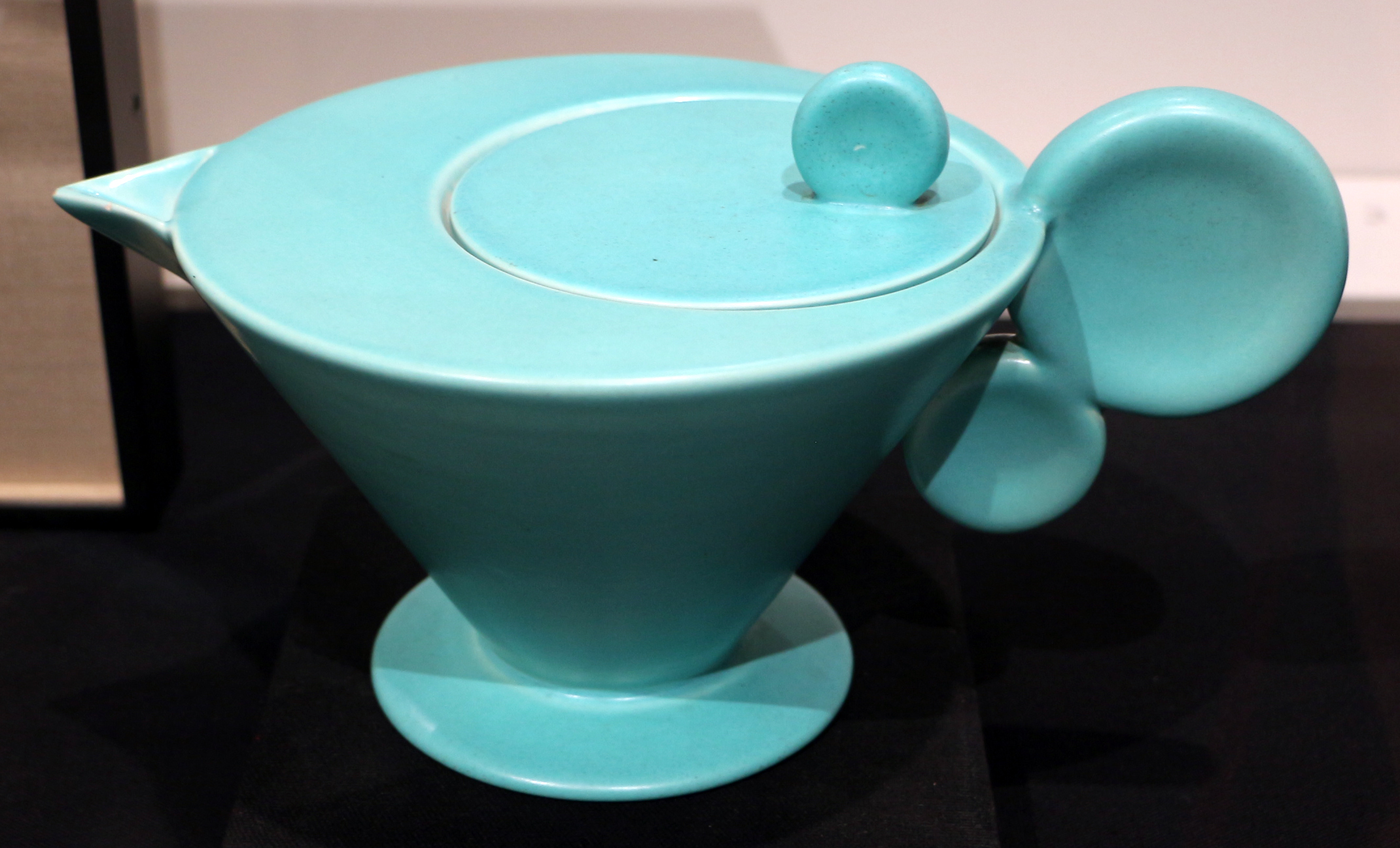
Tetera. 1930 ca. Col·lecció del Museu d'Art de Milwaukee

El 1922 va ocupar un lloc d'assistent artística a les fàbriques Velten-Vordamm, a prop de Berlín. Un any després, ja casada amb Gustav Loebenstein, i juntament amb el seu germà Daniel, la parella va llogar una fàbrica de forns en desús a Marwitz, a prop de Berlín, i va fundar els Tallers Haël (que van anomenar amb les inicials del seu doble cognom, Heymann-Loebenstein), uns forns que van comprar el 1926. Els tallers de ceràmica es van expandir ràpidament i es van convertir en una empresa moderna sota la direcció artística de Margarete Heymann-Loebenstein. L'empresa donava feina a 120 persones i exportava les seves obres a Londres i Amèrica. L'agost de 1928, Gustav Loebenstein i el seu germà van morir en un accident de cotxe. Grete Heymann-Loebenstein, que aleshores era la mare de dos nens petits, va continuar dirigint el negoci; el 1930 va poder posar en funcionament un nou forn. No obstant això, els tallers Haël, juntament amb la indústria de la porcellana i la ceràmica en el seu conjunt, van patir una forta davallada de les vendes i van registrar grans pèrdues, tal com es mostra als balanços conservats de la companyia. A principis de 1932, els tallers Haël es van veure obligats a retallar els seus preus en un 15 %, i a la tardor de 1932 es van presentar per última vegada a la Fira de Comerç de Leipzig.
Al voltant de l'1 de juliol de 1933, Margarete Heymann-Loebenstein va tancar el negoci. Per mantenir els llocs de treball, el director de la fàbrica de gres Vordamm va iniciar negociacions i, a l'octubre de 1933, havia arribat a un acord per a la reinstauració de la companyia amb Margarete Heymann com a directora artística. L'octubre de 1933, però, quan semblava que el projecte no avançava, la senyora Loebenstein abandonava la idea, que reemprengué al 1934 per tornar a fundar la companyia amb el nom de Tallers HB de Ceràmica a l'antiga fàbrica de Marwitz. Van iniciar la producció amb els dissenys de Margarete Heymann-Loebenstein, o Grete Loebenstein.
Al 1936 Margarete Heymann va emigrar a Anglaterra, on ja tenia alguns contactes comercials, i s'establí inicialment a Stoke-on-Trent, a Staffordshire, on es casaria amb l'educador anglès Harold Marks i adoptaria el seu cognom. Tot i que el mercat britànic de la ceràmica, dominat per les formes tradicionals, no era fàcil per als seus dissenys avantguardistes, tant a Staffordshire com a Londres va pintar i va continuar experimentant amb terrisseria feta a partir de fragments trencats. El 1938 va fundar la companyia Greta-Pottery juntament amb el seu segon marit, però a causa de la guerra, l'empresa ja no va poder tenir els èxits que havia obtingut a finals dels anys vint. Després de la Segona Guerra Mundial Greta Marks es va dedicar cada cop més a la pintura.

## Llegat
El 2012 el Museu de Ceràmica de Berlín va exhibir una panoràmica de la seva obra als Tallers Haël de Ceràmica artística, seguida d'una exposició al Museu d'Art de Milwaukee.
Tot i que la seva feina i el seu art van ser considerats pels nazis com a degenerats i de baixa qualitat.................. La història de Greta Marks i un dels seus gerros, que es troba ara al Museu Britànic, van ser escollits per Neil MacGregor com a base d'un programa de ràdio a Alemanya: Memòries d'una nació - una història d'Alemanya.
Al 2019 la Galeria Pallant House va fer una exposició dels seus retrats a l'aquarel·la, un aspecte menys conegut de la seva pràctica creativa.